# Fredrik Fortkord
Fredrik Alexander Fortkord (ur. 12 października 1979 w Saltsjöbaden) – szwedzki narciarz, specjalista narciarstwa dowolnego. Na mistrzostwach świata najlepszy wynik osiągnął podczas mistrzostw w Deer Valley, gdzie zajął 6. miejsce w jeździe po muldach podwójnych. Jego najlepszym wynikiem olimpijskim jest 13. miejsce w jeździe po muldach na igrzyskach olimpijskich w Salt Lake City. Najlepsze wyniki w Pucharze Świata osiągnął w sezonie 2002/2003, kiedy to zajął 3. miejsce w klasyfikacji jazdy po muldach podwójnych.
W 2006 r. zakończył karierę.

## Sukcesy

### Igrzyska olimpijskie
| Miejsce | Dzień     | Rok  | Miejscowość    | Konkurencja      | Zwycięzca       |
| ------- | --------- | ---- | -------------- | ---------------- | --------------- |
| 13.     | 12 lutego | 2002 | Salt Lake City | Jazda po muldach | Janne Lahtela   |
| 19.     | 15 lutego | 2006 | Turyn          | Jazda po muldach | Dale Begg-Smith |

### Mistrzostwa Świata
| Miejsce | Dzień       | Rok  | Miejscowość | Konkurencja                 | Zwycięzca       |
| ------- | ----------- | ---- | ----------- | --------------------------- | --------------- |
| 39.     | 19 stycznia | 2001 | Whistler    | Jazda po muldach            | Mikko Ronkainen |
| 17.     | 21 stycznia | 2001 | Whistler    | Jazda po muldach podwójnych | Stéphane Yonnet |
| 17.     | 31 stycznia | 2003 | Deer Valley | Jazda po muldach            | Mikko Ronkainen |
| 6.      | 1 lutego    | 2003 | Deer Valley | Jazda po muldach podwójnych | Jeremy Bloom    |
| 12.     | 19 marca    | 2005 | Ruka        | Jazda po muldach            | Nathan Roberts  |
| 9.      | 20 marca    | 2005 | Ruka        | Muldy podwójne              | Toby Dawson     |

### Puchar Świata

#### Miejsca w klasyfikacji generalnej
- 1997/1998 – –
- 1999/2000 – 86.
- 2000/2001 – 44.
- 2001/2002 – 87.
- 2002/2003 – –
- 2003/2004 – 84.
- 2004/2005 – 63.
- 2005/2006 – 125.

#### Miejsca na podium
1. Saint-Lary – 11 stycznia 2002 (Jazda po muldach) – 2. miejsce
2. Madarao – 22 lutego 2003 (Muldy podwójne) – 3. miejsce
3. Voss – 26 lutego 2005 (Jazda po muldach) – 3. miejsce

- W sumie 1 drugie i 2 trzecie miejsca.